# Tacarcunatapaculo

Verbreitungsgebiet (grün) des Tacarcunatapaculos

Der Tacarcunatapaculo (Scytalopus panamensis) zählt innerhalb der Familie der Bürzelstelzer (Rhinocryptidae) zur Gattung Scytalopus.
Früher wurde die Art mit dem Nariñotapaculo (Scytalopus vicinior) zusammen als konspezifisch angesehen.
Die Art kommt im Grenzgebiet zwischen Kolumbien und Panama (Cerro Tacarcuna im Nationalpark Darién) vor und ist dort endemisch. In höheren Lagen findet sich stattdessen der Lebensraum des Chocótapaculos (Scytalopus chocoensis).
Das Verbreitungsgebiet umfasst dichtes Unterholz im tropischen oder subtropischen feuchten Bergwald und Waldränder zwischen 1050 und 1500 m Höhe.
Das Artepitheton bezieht sich auf das Verbreitungsgebiet in Panama.

## Merkmale
Die Art ist etwa 11 bis 12 cm groß. Im Gegensatz zu den anderen Tapaculos unterscheidet sie sich durch einen charakteristischen Überaugenstreif, der nach hinten bis ans Ende der schwärzlichen Kappe reicht. Ansonsten ist die Oberseite dunkelgrau, Flügel und Schwanz sind graubraun, Kehle und Brust blassgrau, die übrige Unterseite gefleckt grau, Flanken und Sterz sind dunkelbraun und schwarz gebändert. Die Iris und die Füße sind dunkelbraun, der Schnabel ist schwarz. Das Weibchen ist auf der Oberseite brauner und blasser an Kehle und Brust. Vom sehr ähnlichen Silberbrauentapaculo (Scytalopus argentifrons) unterscheidet die Art sich durch die blassere Kehle und die schwarze Stirn.
Die Art ist monotypisch.

## Stimme
Der Ruf wird als abruptes „chuu-chuu-chu-chup“ oder pfeifendes „tseety-seety-seety-seety“ beschrieben.

## Lebensweise
Über die Nahrung liegen keine Informationen vor, sie wird üblicherweise in Paaren auf oder knapp über dem Erdboden gesucht.
Über die Brutzeit ist nichts bekannt.

## Gefährdungssituation
Der Bestand gilt als gefährdet (Vulnerable) durch Habitatverlust.